# Jonas Hård af Segerstad
Bror Ulf Jonas Hård af Segerstad, född 10 mars 1970 i Uppsala domkyrkoförsamling i Uppsala län, är en svensk militär.

## Biografi
Hård af Segerstad avlade sjöofficersexamen 1995 och utnämndes samma år till fänrik i flottan, där han befordrades till löjtnant 1997. I slutet av 1990-talet tjänstgjorde han i Andra minkrigsavdelningen. Han har genomgått generalstabsofficersutbildning vid Führungsakademie der Bundeswehr och har varit chef för 42. minröjningsdivisionen i Fjärde sjöstridsflottiljen. Som kommendörkapten tjänstgjorde han bland annat som sektionschef i Planeringsavdelningen i Produktionsledningen i Högkvarteret. Han befordrades till kommendör 2019 och var chef för Uppföljnings- och analyssektionen i Planerings- och ekonomiavdelningen i Ledningsstaben i Högkvarteret från den 1 januari 2019 till den 31 juli 2022. Hård af Segerstad är sedan den 1 augusti 2022 försvarsattaché vid ambassaden i Berlin, med sidoackreditering i Bern och Wien.
Han har magisterexamen i tysk språk- och litteraturvetenskap och har skrivit två militärhistoriska böcker tillsammans med Michael Tamelander.
Jonas Hård af Segerstad invaldes som ledamot av Kungliga Örlogsmannasällskapet 2016 och som ledamot av Kungliga Krigsvetenskapsakademien 2022.
Jonas Hård af Segerstad är son till Peder Hård af Segerstad och Anita Björk. Han är gift med Johanna Hård af Segerstad, född Larnhed.

### Utmärkelser
- Hans Majestät Konungens medalj i guld av 8:e storleken i Serafimerordens band (2020) för förtjänstfulla insatser som H.M. Konungens adjutant.[11]
- Konung Carl XVI Gustafs jubileumsminnestecken III (2016).[källa behövs]
- Svenska Flottans Reservofficersförbunds hederstecken i silver (2017).[källa behövs]